# رينزو أوليفييري
رينزو أوليفييري (بالإيطالية: Renzo Ulivieri)‏ (مواليد 2 فبراير 1941) هو مدير كرة قدم إيطالي. وهو الرئيس الحالي لـ Associazione Italiana Allenatori Calcio (اتحاد مديري كرة القدم الإيطالي).